# イサーク・スウェールズ (駆逐艦)
|          | |
| 艦歴     | |
| 発注     | |
| 起工     | 1938年11月26日 |
| 進水     | 1940年3月16日 |
| 就役     | 1941年5月29日 |
| 退役     | |
| その後   | 1942年11月13日、ドイツ潜水艦「U431」の雷撃を受け沈没                                                                                           |
| 除籍     | |
| 性能諸元 | |
| 排水量   | 基準：1,628トン、満載：2,240トン |
| 全長     | 107.0m 105.0m（水線長） |
| 全幅     | 10.6m |
| 吃水     | 3.5m |
| 機関     | ヤーロー式重油専焼三胴型水管缶3基 +パーソンズ式ギヤード・タービン2基2軸推進                                                                    |
| 最大出力 | 45,000hp |
| 最大速力 | 37.5ノット |
| 航続距離 | 19ノット/5,400海里（重油:696トン） |
| 乗員     | 194名（戦時） |
| 兵装     | 10.2cm（45口径）連装速射砲3基 ボフォース 40mm連装機関砲2基 エリコン 20mm単装機銃2基 ヴィッカース 12.7mm四連装機銃2基 53.3cm四連装魚雷発射管2基 |

イサーク・スウェールズ (Hr. Ms. Isaac Sweers) は、1940年進水のオランダ海軍の駆逐艦。ティエルク・ヒッデス級。

## 艦歴
1938年11月26日起工。1940年3月16日進水。竣工前にドイツ軍がオランダに侵攻してきたため、1940年5月に曳船に曳航されてイギリスへ脱出した。イギリスで1941年5月29日に竣工。
就役後しばらくは船団護衛に従事した。1941年9月、イギリス駆逐艦「ブロックレスビー」と衝突。
1941年9月以降は主に地中海で活動した。地中海ではハルバード作戦やパーペテュアル作戦に参加。続いて1941年12月、H部隊から地中海艦隊への転属のための駆逐艦「シーク」、「リージョン」、「マオリ」とともに地中海を航行中、北アフリカへの補給物資輸送中のイタリア軽巡洋艦「アルベルコ・ダ・バルビアーノ」と「アルベルト・ディ・ジュッサーノ」の迎撃に向かう。そして、これらの駆逐艦は12月13日のボン岬沖海戦で2隻のイタリア軽巡洋艦を沈めた。この海戦で「イサーク・スウェールズ」は2隻の軽巡洋艦に同行していた水雷艇「チーニョ」に対して砲雷撃を行ったが命中させられなかった。
「イサーク・スウェールズ」は1942年3月には東洋艦隊所属となるが、同年中にヨーロッパに戻った。1942年11月13日、アルジェ北方の地中海でドイツ潜水艦「U431」の雷撃で撃沈された。